# Maynard, Arkansas
Maynard là một thị trấn thuộc quận Randolph, tiểu bang Arkansas, Hoa Kỳ. Năm 2010, dân số của thị trấn này là 426 người.

## Dân số
- Dân số năm 2000: 381 người.
- Dân số năm 2010: 426 người.